# Lasy Dołhobyczowskie
Lasy Dołhobyczowskie (kod PLH060103) – specjalny obszar ochrony siedlisk sieci Natura 2000, zlokalizowany na terenie województwa lubelskiego. Obszar obejmuje powierzchnię 477,09 ha. Teren składający się z trzech powiązanych ze sobą enklaw wyznaczony został w celu długotrwałego zabezpieczenia naturalnych siedlisk życia.

## Siedliska pod ochroną
- grąd środkowoeuropejski i grąd subkontynentalny (Galio-Carpinetum, Tilio-Carpinetum)[1],
- łęgi wierzbowe, topolowe, olszowe i jesionowe (Salicetum albo-fragilis, Populetum albae,Alnenion glutinoso-incanae) i olsy źródliskowe[1]
- zmiennowilgotne łąki trzęślicowe (Molinion)
- niżowe i górskie świeże łąki użytkowane ekstensywnie (Arrhenatherion elatioris)[1].